# Evald

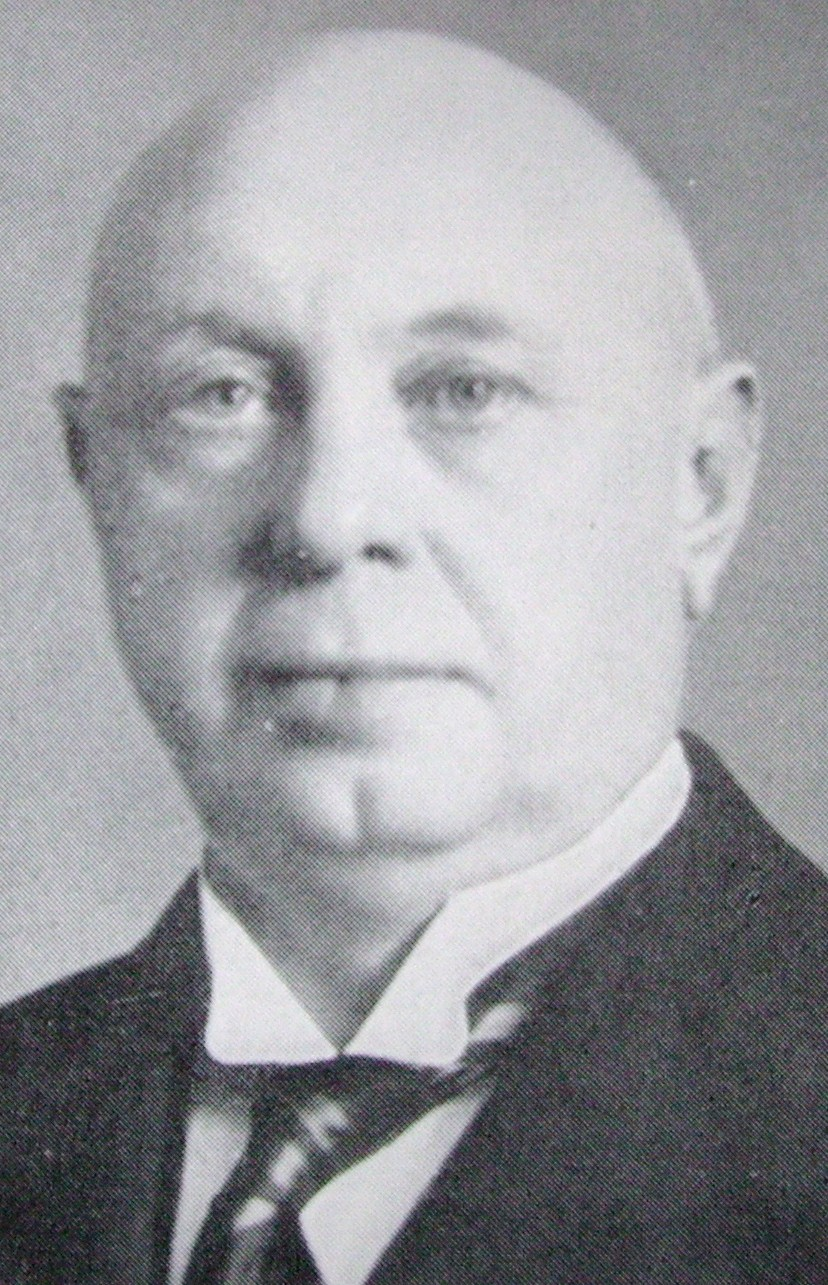
Ewald Stomberg

Evald (även stavat Ewald) är ett för- och  efternamn med gammalt tyskt ursprung (Ewald eller Ewawald). Namnet är sammansatt av det fornhögtyska substantivet ewa ("lag", "lag och ordning") och det fornhögtyska verbet walten ("styra", "dominera", "regera").

## Användning i Sverige
Namnet har använts i Sverige sedan 1500-talet. Det var ganska populärt under de första decennierna av 1900-talet men är ovanligt idag. Under hela 1990-talet fick endast två pojkar namnet som tilltalsnamn. Den 31 december 2013 fanns totalt 4 831 män med förnamnet Evald eller Ewald, varav 455 bar det som tilltalsnamn. Utöver dessa hade dessutom en kvinna namnet som förnamn, dock ej som tilltalsnamn. Samma år bar dessutom 362 personer namnet som efternamn. Idag existerar efternamnet "Evaldsson" som härstammar ifrån förnamnet "Evald". 
Namnsdag: 3 oktober i Norge och Sverige (sedan början av 1800-talet). Sedan 1993 delas dagen även med Osvald. I den finlandssvenska namnsdagslängden har Evald namnsdag 3 oktober sedan starten 1929, då en egen namnsdagskalender togs i bruk för finlandssvenskar.

## Personer med förnamnet Evald
- Ewald Dahlskog, svensk konstnär och industridesigner
- Ewald Follmann, tysk fotbollsspelare
- Evald Hansen, dansk-svensk xylograf
- Ewald Hering, tysk fysiolog
- Evald Kallstenius, zoolog och forskningsresande
- Ewald von Kleist, tysk generalfältmarskalk
- Ewald Lienen, tysk fotbollsspelare och tränare
- Evald Mikson, estnisk fotbollsspelare
- Ewald Stomberg, svensk journalist

## Fiktiva
- Evald Larsson, fiktiv polis i TV-serien Polisen i Strömstad